# دریاچه کراسنویه (استان لنینگراد)
دریاچه کراسنویه (انگلیسی: Lake Krasnoye) یک دریاچه در استان لنینگراد کشور روسیه است.